# Полевой (Ленинский район)
Полевой — опустевший посёлок в Ленинском районе Волгоградской области Волгоградской области России. Входит в состав Заплавненского сельского поселения. По данным Всероссийской переписи населения 2010 года населения не зафиксировано.

## География
Расположен в юго-восточной части области.
Уличная сеть не развита.
Абсолютная высота 17 метров над уровня моря
.

## Население
| 2010 |
| ---- |
| 0    |

Национальный состав
Согласно результатам переписи 2002 года, в национальной структуре населения
русские составляли 75 % из общей численности населения в 4 человека

## Инфраструктура
Было развито сельское хозяйство.

## Транспорт
Просёлочные дороги.